# Jang Sin-chaj
Jang Sin-chaj (pinyin Yáng Xīnhǎi, 17. července 1968 – 14. února 2004), také známý jako Monstrum, byl čínský sériový vrah, který se přiznal k 67 vraždám a 23 znásilněním v letech 1999 až 2003. Byl popraven kulkou do týla.

## Život

### Mládí
Jang se narodil 17. července 1968 v Ču-ma-tienu v provincii Che-nan. Jeho rodina byla jednou z nejchudších v tamní vesnici. Jang, nejmladší ze čtyř dětí, byl chytré, ale poněkud uzavřené dítě. Psychologové u něho zjistili inteligenční kvocient 140. V roce 1985 odešel ze školy a odmítl se vrátit domů, namísto toho se toulal po Číně a pracoval jako nádeník.
V roce 1991 byl Jang umístěn do pracovního tábora pro krádeže. V roce 1996 byl odsouzen k pěti letům vězení za pokus o znásilnění a propuštěn byl v roce 1999.

### Vraždy
Po propuštění začal Jang vraždit v provinciích An-chuej, Che-pej, Che-nan a Šan-tung. V noci si vybral dům a zabil všechny jeho obyvatele. Vybíral si hlavně chudé. Vraždil kladivem, sekerou nebo lopatou. Pokaždé si po vraždách bral nové oblečení a velké boty. V říjnu 2002 zabil Jang rolníka s jeho šestiletou dcerou lopatou a znásilnil jeho těhotnou ženu, která útok přežila.

### Zatčení, soud a poprava
Jang byl zadržen 3. listopadu 2003 poté, co působil podezřele během rutinní policejní kontroly v zábavním podniku v Cchang-čou. Policie ho vyslechla a zjistila, že vraždil ve čtyřech provinciích. Jak se zpráva o jeho zatčení a zločinech šířila, média Janga přejmenovala na Monstrum.
Krátce poté se Jang přiznal k 67 vraždám, 23 znásilněním a 5 útokům: 49 vražd, 17 znásilnění a 5 útoků v Che-nanu, 8 vražd a 3 znásilnění v Che-pej, 6 vražd a 2 znásilnění v An-chuej, a 2 vraždy a 1 znásilnění v Šan-tungu. Policie také vzala Jangovo DNA, které se shodovalo na místech vražd.
Dne 1. února 2004 byl Jang shledán vinným ze 67 vražd a 23 znásilnění a odsouzen k trestu smrti. Ten byl vykonán 14. února 2004 výstřelem do zátylku.